# 印度基督教
基督教在印度為信徒數排行第三的宗教，包括新教、天主教和東方正統教會等基督教教派，雖然歷史證據表明基督教在印度早於1世紀時就已存在，但是基督教在印度開始興盛，還是在葡萄牙和英國殖民印度時才開始發生的事。
今時今日，在全印度各地的各個階層均有基督徒，當中大部份的人口集中於印度南部、康坎海岸及印度東北部。作為印度的第三大宗教，擁有超過3000萬信徒，佔了印度總人口的2.3%，基督教在印度具有一定的地位。基督教在印度流行於南部的喀拉拉邦和泰米尔纳德邦，东北部的那加兰邦、米佐拉姆邦和西部的果阿邦。
多马他在印度传教的历史记载有野史《多马行傳》可參考。教會史料有關多馬的事蹟不多，大概只知道多馬去了印度傳教並且殉道。今天在印度聖多馬地的基督徒，自稱他們是多馬的信徒。
第2世纪，叙利亚犹太基督徒（现称为Knanaya人）的到来，使基督教在印度得到巩固。这个喀拉拉邦的古代基督徒少数民族称为圣多马基督徒或叙利亚基督徒。圣多马基督徒，特别是Knanaya人有很强的犹太历史联系。他们是最古老的基督教形式之一：叙利亚基督教是东方基督教的一支，在印度指圣多马基督徒。要注意，"圣多马基督徒"是一个消失的名词，许多喀拉拉邦的非圣多马基督徒经常被错误的贴上这个标签。喀拉拉邦的绝大多数基督徒并非圣多马基督徒或Knanaya传统，而是当地本土皈依者。

Relationship of the Nasrani groups

天主教在欧洲殖民期间来到印度，开始于1498年葡萄牙航海家瓦斯科·达·伽马抵达马拉巴尔海岸。在19世纪初基督教传教活动增加，令基督教開始在印度開花結果。然而，如同其他非印度教的宗教一樣，基督教在印度亦會受到主流宗教的敵視。2008年夏季，極端印度教團體印度青年民兵在奧里薩邦展開對基督教徒的大規模攻擊，殺害基督教徒與縱火焚燒教堂、孤兒院及信徒的家。華人媒體把該團誤為極端佛教徒。
部分基督教内部也有种姓之分，婆罗门与贱民改宗后，仍然保留了原来生活习惯，印度教徒对待他们態度相去甚远，在泰米尔纳德邦婆罗门、首陀罗、贱民也都有自己种姓的天主教神父，信徒举行仪式与礼拜位置也不同，领圣餐时要婆罗门领了之後，贱民才可领。